# Kamienica przy ulicy Kościuszki 16 w Katowicach
Kamienica przy ulicy T. Kościuszki 16 w Katowicach – kamienica mieszkalno-usługowa, znajdujący się w Śródmieściu Katowic, przy ulicy Tadeusza Kościuszki 16 (dawniej Beatestraße). Powstała ona pod koniec XIX wieku, a jej pierwszym właścicielem był Jacques Weichmann.

## Historia
Właścicielem kamienicy, zbudowanej zapewne w 1896 roku, był Jacques Weichmann. W 1905 roku nabyli ją znani polscy działacze narodowi – Jan Jakub Kowalczyk i Jan Piechulek, którzy umieścili w niej redakcję, drukarnię oraz dział ekspedycji polskiej gazety pt. „Górnoślązak”. Od tego czasu budynek ten był jednym z ważniejszych punktów polskiego życia narodowego w Katowicach. W 1907 roku przeniesiono do niego (z mieszkania Wacława Szyperskiego przy ówczesnej Andreasstraße 2) polski Bank Ludowy. W. Szyperski, znany działacz polski, pochodzący z Wielkopolski, był dyrektorem tego banku. Wśród jego współpracowników znaleźli się m.in. Jan Skiba i Adolf Ligoń. W okresie przed I wojną światową w budynku tym zamieszkiwał podczas swych przyjazdów do Katowic przebywający wówczas na stałe w Westfalii działacz związkowy Józef Rymer. W 1919 roku odbyło się tu inauguracyjne zebranie Polskiej Organizacji Wojskowej (POW), którego współorganizatorką była żona Wacława Szyperskiego – Aleksandra Szyperska, również aktywistka narodowa.
W latach międzywojennych budynek kupiła Wanda Mrozik, która wynajmowała mieszkania głównie urzędnikom rozbudowującej się polskiej administracji Górnego Śląska. Wśród nich był m.in. Józef Hamerlok – działacz narodowo-niepodległościowy oraz samorządowy (był m.in. wiceprezesem Związku Polskich Rzemieślników i Przemysłowców).

## Architektura
Budynek murowany z cegły, czterokondygnacyjny, obecnie z użytkowym poddaszem. Fasada sześcioosiowy, przy czym dwie centralne osie, znacznie szersze od pozostałych, zaakcentowane szerokimi oknami i balkonami na drugiej i trzeciej kondygnacji, obramowane wąskimi pasami barwnej (zielonej) ceramiki, tworzą formę pseudoryzalitu, zwieńczonego szczytem o wykroju falistym. Poszczególne kondygnacje zaznaczone są od góry wąskimi gzymsami. Wystrój frontu budynku (poza kondygnacją parteru, zupełnie przebudowaną) wykazuje wpływy secesji, widoczne m.in. w rozbudowanych strukturach okien balkonowych, ozdobnych opaskach pozostałych otworów okiennych czy stosowaniu glazurowanych, barwnych płytek ceramicznych.